# Diretor-executivo
O diretor-executivo ou diretor-geral é o cargo que está no topo da hierarquia operacional de uma empresa. Com a crescente globalização da economia e dos negócios, o cargo é hoje coloquialmente referido pelo anglicismo CEO (sigla do termo inglês chief executive officer, significando literalmente "oficial executivo chefe"), independentemente da sua designação formal. O diretor-executivo é responsável por executar as diretrizes emanadas do conselho de administração, que por sua vez é composto por representantes dos acionistas da empresa.
Dependendo do país, da forma jurídica da empresa ou do seu modelo de organização, a designação formal do diretor-executivo pode variar. Entre outras, pode ser "presidente da comissão executiva", "administrador-delegado" ou "presidente-executivo".

## Estrutura
O diretor-executivo é fiscalizado e recebe diretrizes do conselho de administração da empresa. Em certos casos, a mesma pessoa pode exercer o cargo de diretor-executivo e de presidente do conselho de administração (coloquialmente referido pelo anglicismo chairperson, literalmente "pessoa da cadeira"). Neste caso — mas não só — o diretor-executivo pode ser coadjuvado operacionalmente por um diretor de operações (coloquialmente referido por "COO", sigla de chief operating officer, literalmente "oficial operativo chefe").
No sistema jurídico português e nas organizações econômicas, considerando a forma tripartida das sociedades comerciais — Conselho Fiscal, Conselho de Administração e Assembleia Geral — o diretor executivo corresponde presidente do conselho de administração.
Em empresas multinacionais podem existir vários níveis de diretores-executivos abaixo do diretor-executivo de topo, como por exemplo:
- Diretor-executivo regional (regional CEO ou regional manager);
- Diretor-executivo de país (country CEO ou country manager);
- Diretor-executivo de sucursal (branch CEO ou branch manager).

O diretor-executivo de uma empresa tem geralmente vários outros diretores subordinados, cada qual com responsabilidades específicas. Estes diretores são também referidos coloquialmente por títulos em língua inglesa derivados da família chief xxx officer (CxO), cuja tradução literal é "oficial xxx chefe".
Abaixo, os vários tipos de cargos de diretor subordinados mais comuns existentes em empresas, juntamente com os anglicismos pelos quais são coloquialmente conhecidos:
- CAO - Chief Accounting Officer, Diretor de Contabilidade;
- CAO – Chief Administrative Officer, Diretor-Administrativo;
- CAO – Chief Analytics Officer, Diretor de Análise;
- CAE – Chief Audit Executive, Diretor de Auditoria;
- CBO – Chief Brand Officer, Diretor de Marca;
- CCO – Chief Channel Officer, Diretor de Curso;
- CCO – Chief Communication Officer, Diretor de Comunicação;
- CCO – Chief Compliance Officer, Diretor de Conformidade;
- CDO – Chief Data Officer, Diretor de Dados;
- CEO - Chief Executive Officer, Diretor-executivo;
- CFO – Chief Financial Officer, Diretor-Financeiro;
- CGO – Chief Governance Officer, Diretor de Governança;
- CHRO – Chief Human Resources Officer, Diretor de Recursos Humanos;
- CIO – Chief Information Officer, Diretor de Informação;
- CISO – Chief Information Security Officer, Diretor de Segurança da Informação;
- CINO – Chief Innovation Officer, Diretor de Inovação;
- CKO – Chief Knowledge Officer, Diretor de Conhecimento;
- CLO – Chief Learning Officer, Diretor de Aprendizagem;
- CLO – Chief Legal Officer; Diretor-Jurídico;
- CMO – Chief Maintenance Officer, Diretor de Manutenção;
- CMO – Chief Marketing Officer, Diretor de Marketing;
- CNO – Chief Networking Officer, Diretor de Rede;
- COO – Chief Operating Officer / Chief Operations Officer, Diretor de Operações;
- CPO – Chief Purchasing Officer, Diretor de Compras;
- CQO – Chief Quality Officer, Diretor de Qualidade;
- CRO – Chief Risk Officer / Chief Risk Management Officer, Diretor de Risco / Diretor de Gerenciamento de Risco;
- CSO – Chief Science Officer, Diretor de Ciências;
- CSO – Chief Security Officer, Diretor de Segurança;
- CSO – Chief Strategy Officer, Diretor de Estratégia;
- CTO – Chief Technical Officer / Chief Technology Officer, Diretor de Tecnologia;
- CVO – Chief Visionary Officer, Diretor-Visionário.